# Oddział Siemiona Michalczuka
Oddział Siemiona Michalczuka (ros. Oтряд Семенa Михальчукa) – białoruski oddział partyzancki na sowieckiej Białorusi w I poł. lat 50. XX w.
Na przełomie kwietnia/maja 1952 r. na Polesiu została zrzucona na spadochronach z samolotu RAF grupa działaczy Białoruskiego Ruchu Wyzwoleńczego na czele z por. Siemionem Michalczukiem. Wkrótce sformowali oni oddział partyzancki, do którego zadań należało prowadzenie działalności dywersyjnej. Siemion Michalczuk odnalazł leśny bunkier, założony jeszcze w 1944 r. przez niemieckie służby wywiadowcze, po czym utworzył z niego bazę wypadową swojego oddziału. Udało mu się nawiązać kontakt z kilkoma mniejszymi oddziałami i grupami partyzanckimi, złożonymi z Białorusinów i Ukraińców, działającymi na Kobryńszczyźnie, które przyłączyły się do jego oddziału. Dzięki temu osiągnął liczebność kilkudziesięciu osób. Do poważniejszych akcji zbrojnych partyzantów S. Michalczuka należało wysadzenie pociągu towarowego na linii kolejowej Brześć nad Bugiem – Baranowicze i zaatakowanie sowieckiej kolumny wojskowej na drodze Kobryń – Baranowicze. Informacja o nich dotarła na Zachód. Informowało o nich Radio Wolna Europa i prasa emigracyjna. Przeciwko oddziałowi S. Michalczuka Sowieci skierowali kilka grup operacyjnych MGB, które wraz z oddziałami wojskowymi zaczęły zaciskać pętlę wokół niego. Ostatecznie oddział został podzielony na mniejsze grupy, które usiłowały przedostać się przez kordon 2 drogami: przez Puszczę Białowieską do Polski lub na Litwę i do innych państw bałtyckich. Okazało się jednak, że blokada jest tak szczelna, że nikomu nie udało się zbiec. W tej sytuacji S. Michalczuk podjął decyzję ukrycia się na błotach Polesia. Jednakże 28 marca 1953 r. w leśnym masywie w rejonie wsi Zaprudy na północy rejonu kobryńskiego oddział został wykryty, a następnie zaatakowany przez siły liczące ogółem ok. 600 żołnierzy i funkcjonariuszy służb bezpieczeństwa. Partyzanci odrzucali kolejne ataki przez 4-5 godzin, po czym S. Michalczuk zdecydował dokonać próby przerwania okrążenia. Na tyłach pozostali ranni, w tym sam dowódca, aby skierować na siebie główne uderzenie. Po śmierci pozostałych i skończeniu się naboi S. Michalczuk rozerwał się granatem, zabijając jednocześnie podchodzących Sowietów. Wiadomo, że niektórym partyzantom udało się przerwać kordon. Prawdopodobnie 3 osoby przedostały się na Zachód.